# Kościół św. Michała Archanioła w Dębnie Poproboszczowskim
Kościół świętego Michała Archanioła w Dębnie Poproboszczowskim – rzymskokatolicki kościół parafialny należący do parafii św. Michała Archanioła w Dębnie Królewskim (dekanat izbicki diecezji włocławskiej).
Jest to świątynia wzniesiona w 1766 roku. Powstała dzięki staraniom proboszcza Szymona Sochackiego. Rozbudowana została około 1906 roku (przedłużono wówczas nawę). W 1987 roku została dobudowana boczna kruchta.
Budowla jest drewniana, jednonawowa, posiada konstrukcję zrębową. Świątynia jest orientowana. Jej prezbiterium jest mniejsze w stosunku do nawy, zamknięte jest trójbocznie, z boku znajduje się zakrystia nakryta wspólnym dachem. Od frontu i z boku nawy są umieszczone kruchty. Dach kościoła jest dwukalenicowy, pokryty gontem, na dachu znajduje się sześciokątna wieżyczka na sygnaturkę. Zwieńcza ją blaszany iglicowy dach hełmowy z latarnią. Wnętrze świątyni jest obite boazerią i nakrywa je płaski strop z fragmentem pozornego sklepienia kolebkowego umieszczonego nad chórem. Chór muzyczny jest podparty dwoma słupami i na jego balustradzie znajdują się namalowane współczesne wizerunki świętych. Na belce tęczowej jest umieszczony krucyfiks w stylu barokowo-ludowym. Ołtarz główny w stylu barokowym pochodzi z 2 połowy XVIII wieku. Kuty, żelazny żyrandol został wykonany w 1799 roku i jest ozdobiony inicjałami FCM.